# Hymn for the Weekend
«Hymn for the Weekend» —en español: «Himno para el fin de semana»— es una canción de la banda de rock británica Coldplay con la voz sin acreditar de la cantante estadounidense Beyoncé. Fue lanzado el 25 de enero de 2016, como el segundo sencillo de su séptimo álbum de estudio, A Head Full of Dreams (2015), donde aparece como la tercera pista.
La canción alcanzó el número 10 en el UK Singles Chart, convirtiéndose el 17º sencillo de la banda dentro del Top 10, y el número 1 en la lista Lebanese Top 20.

## Antecedentes
La canción se estrenó el programa de radio de la BBC de Annie Mac el 30 de noviembre de 2015, y Guy Berryman, de Coldplay, marcó después de que la canción saliera al aire para hablar de su roce con la realeza. Según Berryman, el cantante Chris Martin quería originalmente que la canción fuera una de fiesta con letras como "bebidas en mí, bebidas en mí", pero sus compañeros de banda no pensaba que les iría bien con sus fanes. Se le pidió a una vieja amiga de Martin, Beyoncé, que cantara la canción, y ella aceptó la solicitud.
Martin corroboró la historia de Berryman sobre la banda lo que protesta cantando, "Las bebidas en mí, bebidas en mí" en una entrevista con The Wall Street Journal. Según Martin, el núcleo original se dio cuando estaba oyendo a Flo Rida o algo así, y pensó, es una pena que Coldplay nunca podrá tener una de esas canciones para los clubes nocturnos, así como "Turn Down for What". "Pensé que me gustaría tener una canción llamada 'Drinks on Me' donde se sienta que estamos en un club y todos la compren porque eres tan jodidamente bueno", recordó Martin. "Me estaba riendo de eso, cuando esta melodía vino, 'Drinks on Me, Drinks on Me', entonces el resto de la canción salió. La presenté al resto de la banda y me dijeron: 'Nos encanta esta canción, pero no hay manera de que pueda cantar "Drinks on Me." "Así que cambió a 'drink from me' y la idea de tener como un ángel en su vida. Tiempo después, le pidieron a Beyoncé que cantara con ellos." 

## Recepción de la crítica
"Hymn for the Weekend" recibió críticas en su mayoría positivas, con Jody Rosen de Billboard, que calificó de "la más rítimica del álbum"  Helen Brown, de The Daily Telegraph escribió: ". Beyoncé hace más que su aparición en "Hymn for the Weekend", con lo que sus armoníosos graves y sección de metales sin sentido a una pequeña excursión llena con un toque de indie y R& B, que se abre con una fanfarria paradisíaca y encuentra a Martin como el piloto automático con su falsete en una voz más cruda. " Sarah Rodman de The Boston Globe escribió". .. es con la tercera pista, "Hymn for the Weekend" , que el álbum realmente despega en las alas de un coro de ángeles (incluyendo Beyoncé), un piano fanfarrón, y una pista de euforia, ligeramente cobarde reforzando las exclamaciones de Martin. "
En una revisión mixta, Carl Williott de Idolator escribió: "Hymn for the Weekend" con ayuda de Beyoncé es casi igual a la energía (del disco), pero le falta el drama de la 'princesa de China", y agregó, como una pista con Beyoncé "lo que espera un momento que cortaba." Concluyó "los chicos suenan como goobers totales tratando de hacer un club de fanfarrias, como un padre borracho haciendo el baile del rap du jour en una boda." 

## Video musical
De acuerdo con The Times of India, el video fue grabado en octubre de 2015 en varias ciudades de la India, incluyendo Varanasi Worli Village, Bombay y Calcuta. La fortaleza exhibida en el inicio y en el medio es Bassein Fort también conocido como el Fuerte de San Sebastián situada en Vasai, Mumbai. El video fue filmado por Ben Mor, y fue lanzado el 29 de enero de 2016. El video muestra a Beyoncé y la actriz india Sonam Kapoor.
El 4 de septiembre del 2018 el vídeo en Youtube llegó al billón de reproducciones. 
Algunos hindúes salieron a las redes sociales para expresar sus sentimientos contra el video musical, que calificó de "una amalgama de clichés sobre el país." 

## Presentaciones en vivo
La canción fue interpretada durante los Brit Awards del 2016, el 24 de febrero.

## Listado de canciones
| Descarga digital |                        |          |  |
| N.º              | Título                 | Duración |  |
| 1.               | «Hymn for the Weekend» | 4:19     |  |

| CD promocional |                                     |          |  |
| N.º            | Título                              | Duración |  |
| 1.             | «Hymn for the Weekend» (Radio Edit) | 3:46     |  |

| Descarga digital Live from the BRIT's Awards |                                                      |          |  |
| N.º                                          | Título                                               | Duración |  |
| 1.                                           | «Hymn for the Weekend» (Live from the BRIT's Awards) | 3:51     |  |

| Descarga digital SeeB Remix |                                     |          |  |
| N.º                         | Título                              | Duración |  |
| 1.                          | «Hymn for the Weekend» (SeeB Remix) | 3:32     |  |

| CD promocional Remixes |                                               |          |  |
| N.º                    | Título                                        | Duración |  |
| 1.                     | «Hymn for the Weekend» (SeeB Remix)           | 3:32     |  |
| 2.                     | «Hymn for the Weekend» (SeeB Extended Remix)  |          |  |
| 3.                     | «Hymn for the Weekend» (Joe Maz Radio Edit)   |          |  |
| 4.                     | «Hymn for the Weekend» (Joe Max Extended Mix) |          |  |
| 5.                     | «Hymn for the Weekend» (Joe Maz Instrumental) |          |  |

## Personal
Los créditos son una adaptación del libro de notas de A Head Full of Dreams
Coldplay
- Guy Berryman – guitarra de bajos
- Jonny Buckland – Guitarra eléctrica, coros
- Will Champion – drums, drum pad, percussion, backing vocals
- Chris Martin – la voz principal, piano

Músicos adicionales
- Tim Bergling – programación adicional
- Regiment Horns – brass
- Beyoncé – voz

## Posicionamiento en listas
| Lista (2015–2016)                     | Mejor posición |
| ------------------------------------- | -------------- |
| Alemania (Offizielle Deutsche Charts) | 11             |
| Argentina (Monitor Latino)            | 12             |
| Australia (ARIA)                      | 24             |
| Austria (Ö3 Austria Top 40)           | 10             |
| Bélgica (Flandes) (Ultratop 50)       | 5              |
| Bélgica (Valonia) (Ultratop 50)       | 2              |
| Canadá (Canadian Hot 100)             | 32             |
| Dinamarca (Tracklisten)               | 20             |
| Eslovaquia (Rádio Top 100)            | 38             |
| España (Top 100 Canciones)            | 23             |
| España (Los 40 Principales)           | 9              |
| Estados Unidos (Billboard Hot 100)    | 25             |
| Francia (SNEP)                        | 3              |
| Hungría (Single Top 40)               | 12             |
| Irlanda (IRMA)                        | 10             |
| Italia (FIMI)                         | 2              |
| Líbano (Official Top 20)              | 1              |
| México Ingles Airplay (Billboard)     | 4              |
| Noruega (VG-lista).</ref>             | 20             |
| Nueva Zelanda (Recorded Music NZ)     | 7              |
| Países Bajos (Mega Single Top 100)    | 16             |
| Países Bajos (Dutch Top 40)           | 11             |
| Reino Unido (UK Singles Chart)        | 10             |
| Suecia (Sverigetopplistan)            | 2              |
| Suiza (Schweizer Hitparade)           | 7              |

## Historial de lanzamiento
| País           | Fecha                | Formato                | Discográfica | Ref.   |
| -------------- | -------------------- | ---------------------- | ------------ | ------ |
| Italia         | 5 de febrero de 2016 | Contemporary hit radio | Parlophone   | [ 40 ] |
| Estados Unidos | 26 de abril de 2016  | Contemporary hit radio | Atlantic     | [ 41 ] |